# Emilie Brown
Emilie Colleen de Azevedo Brown (Encino, Los Ángeles; 26 de enero de 1971) es una actriz de voz, productora y directora estadounidense. 
Antes de mudarse al área urbana de Los Ángeles, ella prestó su voz en varias ocasiones bajo los seudónimos de Emily Brown, Mary Cobbs y Marie Downing. Uno de sus primeros papeles de voz fue el de Annie Labelle en la serie Robotech, cuando tenía 13 años de edad. Tras graduarse de la Brigham Young University en 1996 y obteniendo una licenciatura teatral, siguió con su carrera en la industria del espectáculo.
En 1996, su hermana Rachel Coleman descubrió que su hija mayor era sorda. Brown, con ayuda de Rachel, crearon Signing Time! un show de videos para niños donde se aprende lenguaje de señas americano a los niños de todas las capacidades.
Brown es una Santa de los últimos días.

## Filmografía

### Voces animadas
| Año  | Título                                   | Rol                   | Notas                       | Ref.  |
| ---- | ---------------------------------------- | --------------------- | --------------------------- | ----- |
| 1985 | Robotech                                 | Annie Labelle         | Acreditada como Mary Cobbs  | [ 2 ] |
| 1999 | Saber Marionette J Again                 | Lorelei               |                             |       |
| 1999 | Outlaw Star                              | Melfina               | Acreditada como Emily Brown |       |
| 1999 | Cowboy Bebop                             | Stella                | Ep. 8                       |       |
| 1999 | El-Hazard                                | Qawool Towles         |                             |       |
| 1999 | Serial Experiments Lain                  | Alice Mizuki          |                             |       |
| 1999 | Battle Athletes Victory                  | Jessie Gurtlant       | As Marie Downing            | [ 3 ] |
| 1999 | Mobile Suit Gundam 0083: Stardust Memory | Voces adicionales     | OVA                         |       |
| 2000 | Fushigi Yûgi                             | Hotori niña           |                             |       |
| 2000 | Dual! Parallel Trouble Adventure         | Voces adicionales     |                             |       |
| 2000 | Trigun                                   | Rem Saverem, Michelle |                             |       |
| 2000 | The Legend of Black Heaven               | Kotoko                |                             |       |
| 2000 | Sol Bianca: The Legacy                   | Flor                  |                             |       |
| 2001 | Mobile Suit Gundam: The 08th MS Team     | Aina Sahalin          | También Miller's Report     |       |
| 2001 | Ah! My Goddess The Movie                 | Ex                    |                             |       |
| 2001 | Akira                                    | Enfermera             | Pionera                     |       |
| 2001 | Gate Keepers                             | Yasue Okamori         |                             |       |
| 2001 | Saint Tail                               | Eri                   |                             |       |
| 2002 | Adventures of Mini-Goddess               | Varios personajes     |                             |       |

### Otros trabajos
| Año | Título            | Rol                    | Notas |  |
| --- | ----------------- | ---------------------- | ----- |  |
|     | Final Fantasy IX  | Niños de la aldea      |       |  |
|     | Little Lulu       | la pequeña Lulu        |       |  |
|     | The Swan Princess | Chica de la fontanería |       |  |